# Coye-la-Forêt
Coye-la-Forêt település Franciaországban, Oise megyében. Lakosainak száma 3868 fő (2022. január 1.). Coye-la-Forêt Lamorlaye, Chantilly, Orry-la-Ville, Asnières-sur-Oise, Chaumontel és Luzarches községekkel határos.

## Népesség
A település népességének változása:
| Lakosok száma | 3821 | 3889 | 4109 | 3931 | 3954 | 3976 | 3972 | 3950 | 3868 |
|               | 2013 | 2015 | 2016 | 2017 | 2018 | 2019 | 2020 | 2021 | 2022 |